# Blue Jean
Blue Jean är en låt av David Bowie utgiven som singel i september 1984 och på albumet Tonight utgivet den 1 september 1984. Låten nådde plats nummer 8 på Billboard Hot 100 och på den brittiska listan plats nummer 6, vilket var en mindre framgång än succén året innan med Let's Dance. Låten fanns med på Bowie's turner från slutet av 80-talet till början av 90-talet.